# Festival Animánie
Festival Animánie je mezinárodní festival založený roku 2006 v Plzni, který se zaměřuje na audiovizuální tvorbu dětí, mládeže a mladých dospělých do 26 let.

## Soutěž
Festivalová soutěž je rozdělena na kategorie Mini (do 13 let), Midi (14–19 let) a Maxi (do 26 let). Od roku 2019 je soutěž rozdělena na zahraniční a československou. V každé věkové kategorii je udělována Cena Animánička, jež je hlavní cenou festivalu. Kromě Ceny Animáničky je udělována Cena dětské poroty, Cena studentské poroty a Cena diváků. Udělována jsou i Čestná uznání.

### Cena Animánička
Cena Animánička je udělována ve všech věkových kategoriích a o vítězi rozhoduje mezinárodní odborná porota. Cena se vyznačuje unikátním designem, který je každý rok jiný. Designéry ceny jsou tradičně studenti Fakulty designu a umění Ladislava Sutnara Západočeské univerzity (FDULS) v Plzni.

## Historie festivalu
Pandemický rok 2020 přiměl festival přejít dočasně do online prostoru. Výhodou bylo zpřístupnění filmového i herního programu celosvětově a možnost sledovat festival z pohodlí domova. Téhož roku festival začal vydávat online verzi festivalového zpravodaje. Pandemie rovněž přispěla ke vzniku online videotéky, která se stala trvalou součástí festivalu.

### 2021
16. ročník Festivalu Animánie se odehrál v Plzni v Moving Station 18. – 21. listopadu 2021. Soutěžní přehlídka čítala 150 krátkých filmů z 33 různých zemí. Celkem se do soutěže přihlásilo 700 snímků. Slavnostní zahájení odstartoval snímek Milý tati režisérky Diany Cam Van Nguyen. Tématem ročníku 2021 bylo "Na cestě". Téma odkazovalo na hledání skrytého mapoměsta v ulicích města Plzně, uzavřeného pandemickými opatřeními. Téma doprovázel odpovídající grafický vizuál, složený z fantaskních stvoření z map – Mapodaktyla, Lupiče, Motýla a jiné. Autory vizuálu byli studenti FDULS Filip Červenka, Marija Romanova a Ondřej Mazanec. Autorem znělky byl animátor a absolvent FDULS Martin A. Petrlíček. V roce 2021 Cenu Animánička navrhla a vyrobila Bc. Markéta Vančurová z FDULS ateliéru Design nábytku a interiéru, pod vedením MgA. Štěpána Rouse, Ph.D. Do soutěžní přehlídky se přihlásilo více přibližně 700 filmů z celého světa. Přijato do soutěže bylo 150 filmů z celkem 33 zemí. 

### 2022
17. ročník Festivalu Animánie se uskuteční 16. – 19. listopadu 2022. Tématem ročníku 2022 byla "Filmová laboratoř". Festival tak kromě řady animovaných novinek uvede i klasiky československé kinematografie. Na řadu přijdou i tematické workshopy a vzdělávací program, již přiblíží původní, rukodělné způsoby výroby filmu. Autorkami vizuálu jsou studentky FDULS Karolína Kellovská, Lucie Daňková a Anna Dudáková. Autorkou znělky Festivalu Animánie 2022 je animátorka a studentka FDULS Viktoria Tomadze. Znělka bude mít premiéru na Slavnostním zahájení Festivalu Animánie dne 16.11.2022 a na Youtube kanálu Animánie.

## Spolek Animánie
Pořadatelem Festivalu Animánie je spolek Animánie, z.s., nezisková organizace založená v roce 2006. Animánie působí na poli vzdělávání dětí a mládeže prostřednictvím filmové výchovy. Pořádá kroužky, kurzy, workshopy a výukové programy pro školy v oboru animace a v dalších příbuzných oborech s využitím multimédií. Od znovuotevření kulturního centra Moving Station v Plzni sídlí a provozuje animační ateliér právě zde.